# Bedrijventerrein De Smaale
Bedrijventerrein De Smaale is een bedrijventerrein in het noorden van Mierlo in de gemeente Geldrop-Mierlo. Het ligt tussen de Marktstraat, Brugstraat, Geldropseweg en het Eindhovens Kanaal. Het terrein bestaat uit bedrijven en bedrijfswoningen. De hoofdstraat heet Industrieweg. Deze weg is inmiddels ook in gebruik als verbinding tussen Lierop enerzijds en Helmond en Geldrop anderzijds. De zijtakken van de Industrieweg hebben dezelfde naam. Verder liggen de Tramweg, Nijverheidsweg en Den Hof nog op het terrein.

## Geschiedenis
Het terrein is sinds de jaren zeventig in gebruik als industriegebied. Veel bedrijven stammen ook uit die tijd. Daardoor is het terrein deels verouderd. Al worden er op dit moment wel oude gebouwen vervangen door nieuwe.